# Harry Myers
Harry Myers (New Haven, 5 settembre 1882 – Hollywood, 25 dicembre 1938) è stato un attore, regista e sceneggiatore statunitense, talvolta accreditato come Harry C. Myers oppure come Henry Myers.

## Biografia
Harry Myers, prima di passare al cinema, era un attore teatrale. Nel 1910, venne messo sotto contratto da Siegmund Lubin per la sua compagnia, la Lubin Manufacturing Company. Sposato all'attrice Rosemary Theby, nel 1913 cominciò una carriera di regista, senza però abbandonare la recitazione. Lavorò per l'Universal, la Vim Comedy Company e per la Pathé.
Dopo il 1920, fu protagonista di numerosi lungometraggi. Uno dei suoi ruoli più notevoli fu, nel 1931, quello del ricco milionario di Luci della città di Chaplin. Quando il cinema da muto diventò sonoro, la sua carriera cominciò a declinare.
Tra il 1908 e il 1938, apparve in 245 film, ne diresse 42 e ne sceneggiò 7.

## Filmografia

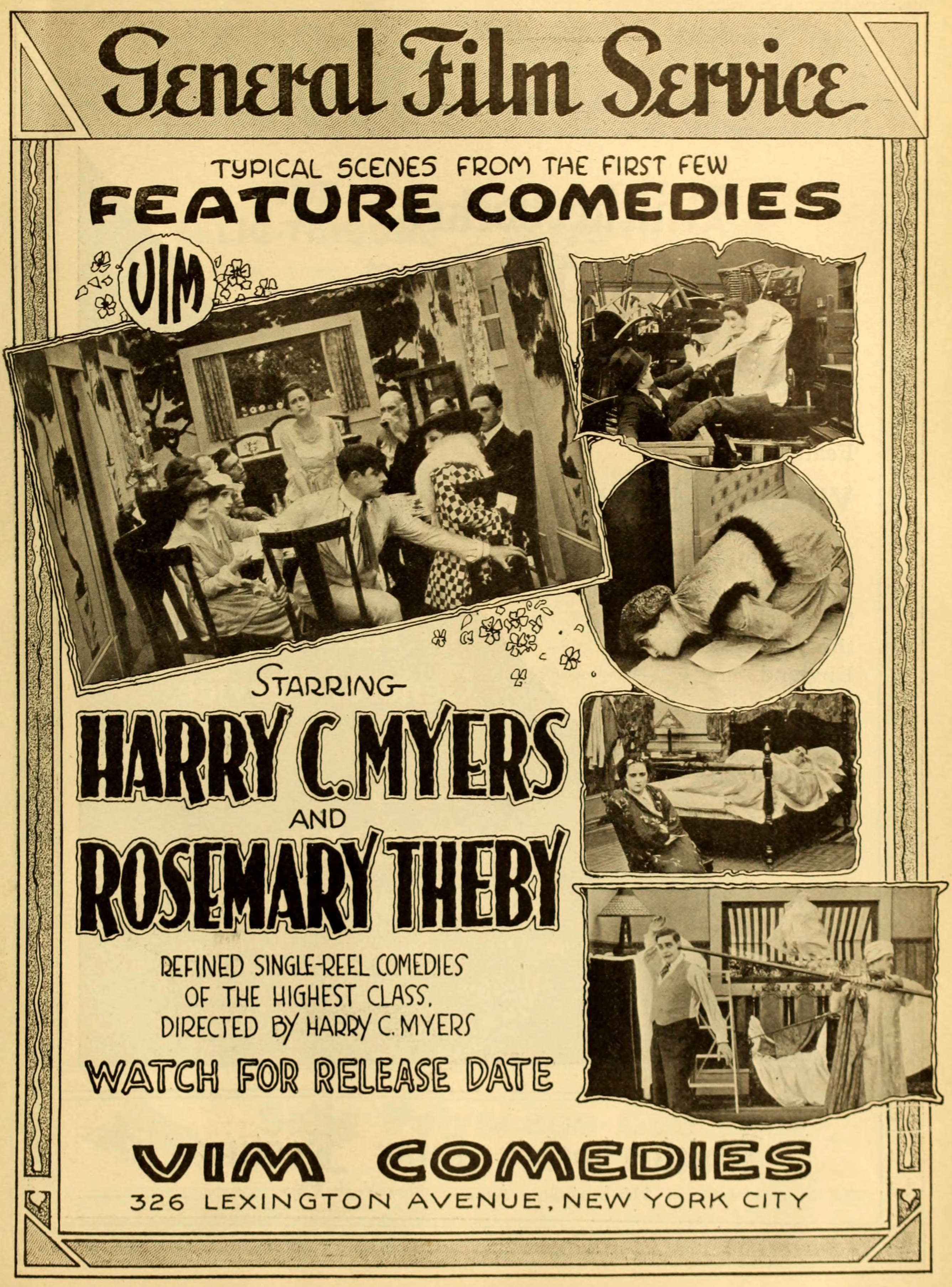
Pubblicità (1916)

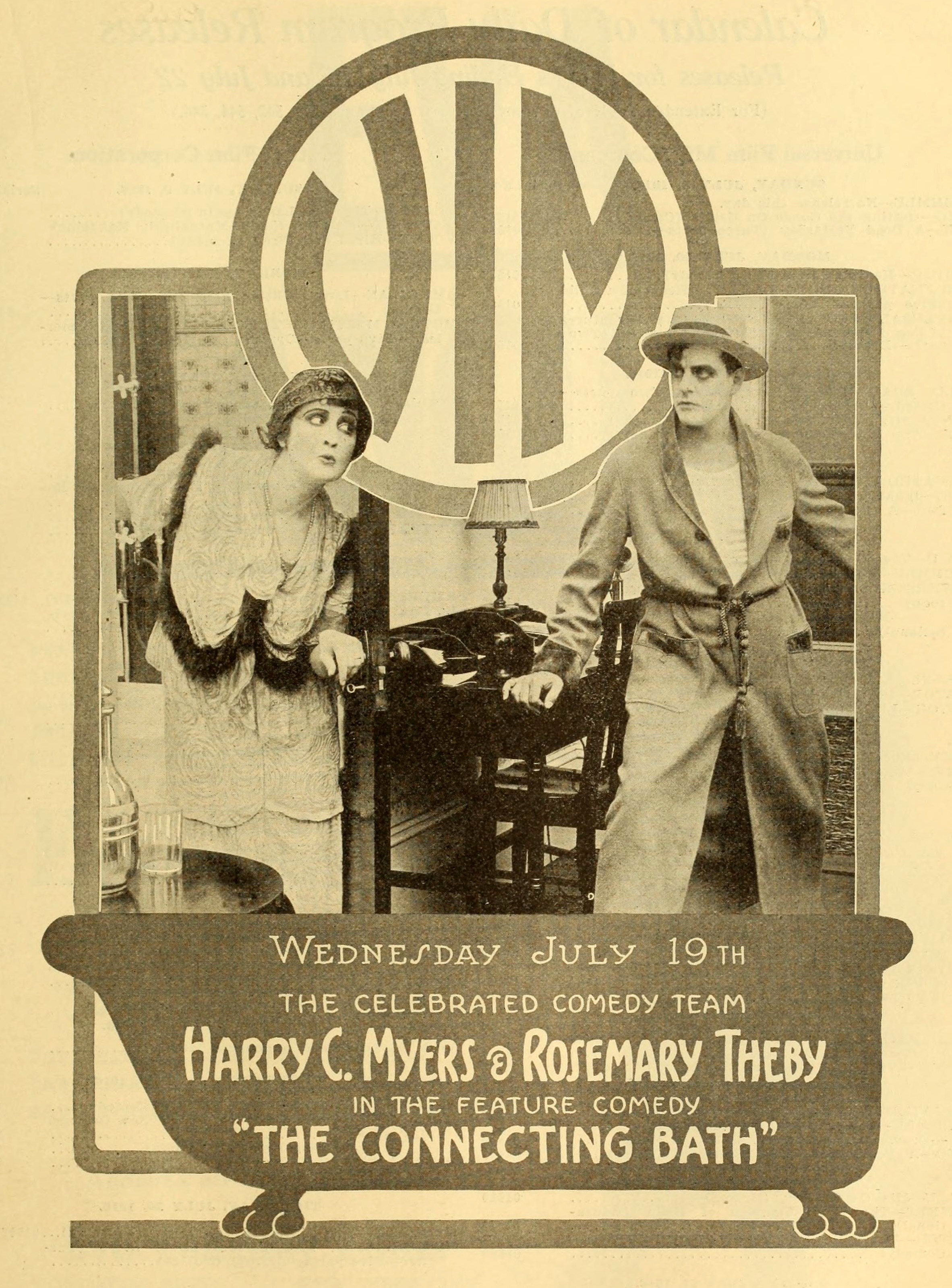
The Connecting Bath (1916)

### Attore (parziale)

#### 1909
- Martyr or Crank? – cortometraggio (1909)
- If Love Be True – cortometraggio (1909)
- Blissville the Beautiful – cortometraggio (1909)
- Three Fingered Jack – cortometraggio (1909)

#### 1910
- The Tattooed Arm (1910)
- Over the Wire (1910)
- He Joined the Frat (1910)
- Sentimental Sam
- The Samaritan's Courtship
- Marriage in Haste
- The Irish Boy (1910)
- Two Gentlemen of the Road (1910)
- Back to Boarding (1910)
- Western Justice (1910)
- The Angel of Dawson's Claim (1910)
- Indian Blood (1910)
- The Master Mechanic (1910)
- The Miner's Sweetheart (1910)
- The Cowboy's Devotion (1910)
- The Regeneration of Father
- The Indian Girl's Romance (1910)
- A Veteran of the G.A.R. (1910)
- Percy the Cowboy
- The Wild Man of Borneo (1910)
- Red Eagle's Love Affair (1910)
- The Motion Picture Man (1910)
- Faith Lost and Won (1910)
- The Almighty Dollar (1910)
- The Adopted Daughter (1910)
- Cowboy Chivalry (1910)
- The Man Who Died (1910)
- Brothers (1910)
- The Taming of Wild Bill (1910)
- The Mystery of the Torn Note (1910)
- Romance of the Lazy K Ranch (1910)
- Spoony Sam (1910)
- The Musical Ranch (1910)
- An American Count – cortometraggio (1910)
- Making a Man of Him (1910)
- The Blue Horse Mine (1910)

#### 1912
- A Surgeon's Heroism, regia di Harry Solter (1912)
- The Blacksmith (1912)
- Her Uncle's Consent (1912)
- The Poor Relation
- The Physician's Honor
- A Cure for Jealousy
- His M''istake
- Her Heart's Refuge
- Love and Tears (1912)
- The Price of a Silver Fox
- Hello, Central!
- The Sacrifice
- A Complicated Campaign
- Won by Waiting
- Darby and Joan
- The Honeymooners (1912)
- A Modern Portia
- The Runaways (1912)
- What the Driver Saw
- The Back Window
- The Derelict's Return
- For the Love of a Girl, regia di Barry O'Neil (1912)
- A Romance of the Coast (1912)
- The Last Rose of Summer (1912)
- Just Maine Folk
- An Irish Girl's Love
- By the Sea (1912)
- The Wonderful One-Horse Shay (1912)
- Home Sweet Home, regia di Barry O'Neil (1912)

#### 1913
- The Village Blacksmith (1913)
- The Old Oaken Bucket
- The Guiding Light, regia di Barry O'Neil (1913)
- The Lost Son
- Art and Honor
- Until We Three Meet Again
- His Children
- Memories of His Youth, regia di Barry O'Neil – cortometraggio (1913)
- Heroes One and All – cortometraggio (1913)

- A Deal in Oil, regia di Harry Myers (1913)The Guiding Light

- Partners in Crime, regia di Harry Myers (1913)

- The Doctor's Romance

#### 1914
- A Question of Right
- The Moth (1914)

- His Wife (1914)

- The Catch of the Season, regia di Harry Myers (1914)
- The Rock of Hope, regia di Harry Myers – cortometraggio (1914)

- The Little Gray Home, regia di Harry Myers – cortometraggio (1914)
- The Comedienne's Strategy, regia di Harry Myers – cortometraggio (1914)
- The Accusation, regia di Harry Myers – cortometraggio (1914)

#### 1915
- Fathers Three
- The Cards Never Lie, regia di Harry Myers – cortometraggio (1915)

- The Earl of Pawtucket, regia di Harry C. Myers (1915)

- The Law of Love, regia di Harry Myers (1915)

- Father's Child

#### 1916
- Man and Morality

- The Pipe Dream, regia di Harry Myers (1916)

- In the Night, regia di Harry Myers (1916)

- Her Financial Frenzy

#### 1917
- The Hash House Mystery

- Police Protection

#### 1918
- The Face in the Dark, regia di Hobart Henley (1918)
- Conquered Hearts
- Out of the Night

#### 1919
- The Wildcatter
- Il cavaliere mascherato (The Masked Rider), regia di Aubrey M. Kennedy (1919) - serial

- A Modern Lochinvar

#### 1920
- 45 Minutes from Broadway (o Forty-five Minutes from Broadway), regia di Joseph De Grasse (1920)

#### 1921
- Le avventure di un americano alla Corte di re Arturo (A Connecticut Yankee in King Arthur's Court), regia di Emmett J. Flynn (1921)
- Nobody's Fool, regia di King Baggot (1921)

#### 1922
- Gente onesta (Turn to the Right), regia di Rex Ingram (1922)
- Boy Crazy, regia di William A. Seiter (1922)
- Kisses, regia di Maxwell Karger  (1922)
- The Beautiful and Damned, regia di William A. Seiter o Sidney Franklin (1922)

#### 1923
- The Common Law, regia di George Archainbaud (1923)
- Brass, regia di Sidney Franklin (1923)
- Main Street, regia di Harry Beaumont (1923)
- The Printer's Devil, regia di William Beaudine (1923)
- Stephen Steps Out, regia di Joseph Henabery (1923)

#### 1924
- Daddies, regia di William A. Seiter (1924)
- Reckless Romance, regia di Scott Sidney (1924)

#### 1925
- Zander the Great, regia di George W. Hill (1925)

- Grounds for Divorce, regia di Paul Bern (1925)

#### 1926
- Exit Smiling, regia di Sam Taylor (1926)

- Monte Carlo, regia di Christy Cabanne (1926)

#### 1927
- The First Night, regia di Richard Thorpe (1927)
- Getting Gertie's Garter, regia di E. Mason Hopper (1927)

#### 1931
- Luci della città, regia di Charlie Chaplin (1931)

#### 1934
- Allez Oop, regia di Buster Keaton e Charles Lamont (1934)

#### 1938
- Le avventure di Tom Sawyer (The Adventures of Tom Sawyer), regia di Norman Taurog (1938)

### Regista
- A Deal in Oil (1913)
- Partners in Crime (1913)
- The Pale of Prejudice
- The Catch of the Season (1914)
- The Price of a Ruby
- A Matter of Record
- The Double Life
- The Rock of Hope – cortometraggio (1914)
- The Hopeless Game
- The Bride of Marblehead
- The Weight of a Crown
- Love Triumphs
- The Little Gray Home – cortometraggio (1914)
- The Comedienne's Strategy – cortometraggio (1914)
- The Accusation – cortometraggio (1914)
- Fathers Three
- Men at Their Best
- The Cards Never Lie – cortometraggio (1915)
- The Hard Road (1915)
- A Romance of the Backwoods
- The Danger Line (1915)
- Playing with Fire (1915)
- The Law of Love (1915)
- Saved by a Dream (1915)
- The Artist and the Vengeful One
- Father's Money
- Baby
- The House of a Thousand Relations
- Mumps (1915)
- We Should Worry for Auntie
- The Cheval Mystery
- The Prize Story
- The Earl of Pawtucket (1915)
- My Tomboy Girl
- The Man of Shame
- He Was Only a Bathing Suit Salesman
- Father's Child
- Man and Morality
- High Fliers (1916)
- In the Night
- The Pipe Dream (1916)
- Love Spasms
- The Model Husband
- The Lathered Truth
- Object -- Matrimony
- The Latest in Vampires
- A Strenuous Visit
- Baby's Toofs
- Artistic Atmosphere
- The Hash House Mystery
- Jumping Jealousy
- Police Protection

### Sceneggiatore
- A Deal in Oil, regia di Harry Myers (1913)
- Fathers Three, regia di Harry Myers (1915)
- The House of a Thousand Relations, regia di Harry Myers (1915)
- My Tomboy Girl, regia di Harry Myers (1915)
- Father's Child, regia di Harry Myers (1915)
- Man and Morality, regia di Harry Myers (1916)
- Baby's Toofs, regia di Harry Myers (1916)